# Hirono Koichi
Koichi Hirono (sinh ngày 16 tháng 4 năm 1980) là một cầu thủ bóng đá người Nhật Bản.

## Sự nghiệp câu lạc bộ
Koichi Hirono đã từng chơi cho Nagoya Grampus và Yokohama FC.